# Aulacium
Aulacium là một chi bọ cánh cứng thuộc họ Scarabaeidae.